# A Different Man
A Different Man è un film del 2024 scritto e diretto da Aaron Schimberg.

## Trama
Edward è un giovane aspirante attore affetto da neurofibromatosi di tipo 1, una malattia che provoca la crescita di tumori non cancerosi sul tessuto nervoso. Le deformità al volto lo hanno reso timido e solitario, ma la situazione cambia quando la drammaturga Ingrid si trasferisce nell'appartamento accanto al suo e i due fanno amicizia. Dopo aver partecipato a sperimentazioni mediche, Edward guarisce dalla malattia e può vantare un aspetto attraente. Deciso a cambiare la propria vita, finge la propria morte e assume una nuova identità, quella di un agente immobiliare di nome Guy.
Tuttavia, la sua vecchia vita continua a perseguitarlo e scopre che Ingrid ha scritto una pièce teatrale sulla sua amicizia con lui. Morbosamente desideroso di prendere parte all'opera nell'Off-Broadway, si presenta a un'audizione e, senza essere riconosciuto, ottiene proprio la parte del sé stesso di alcuni mesi prima. La sua vita si complica quando al progetto si unisce Oswald, anche lui affetto da neurofibromatosi, ma, al contrario di Edward, felice nel proprio corpo e deciso a vivere la vita senza che la malattia lo ostacoli. Edward, che nel frattempo avvia una relazione amorosa con Ingrid, comincia quindi a interrogarsi su sé stesso.
Alla fine è Oswald a prendere la parte del “personaggio Edward”, e il vero Edward ne diviene ossessionato fino ad arrivare all’aggressione fisica nel bel mezzo di uno spettacolo dal quale ne esce con le ossa rotte dopo che parte dell’impalcatura gli casca addosso. Oswald gli “ruba” anche la donna, mettendo incinta Ingrid. Per il perdurare di questa situazione frustante, uccide anche il proprio fisioterapista finendo in carcere.
Anni dopo, la coppia è ancora unita, mentre Edward inizia una nuova vita.

## Produzione
Nel giugno 2022 è stato annunciato che Aaron Schimberg avrebbe diretto un film con Sebastian Stan, Renate Reinsve ed Adam Pearson e le riprese sono iniziate il mese dopo.

## Promozione
Il primo trailer è stato diffuso il 16 luglio 2024.

## Distribuzione
Il film è stato presentato in anteprima mondiale il 21 gennaio 2024 al Sundance Film Festival. In seguito, è stato presentato in concorso alla 74ª edizione del Festival internazionale del cinema di Berlino il 16 febbraio 2024 dove Sebastian Stan si è aggiudicato l'Orso d'argento per la miglior interpretazione. Nelle sale italiane il film è stato distribuito da Lucky Red il 20 marzo 2025.

## Accoglienza

### Incassi
Il film ha incassato poco più di 1,5 milioni di dollari.

### Critica
Sull'aggregatore di recensioni Rotten Tomatoes 183 critici esprimono un gradimento del 93%, con un voto medio di 7.6 su 10; su Metacritic il voto medio di 44 critici è 78/100.

## Riconoscimenti
- 2025 – Premio Oscar
  - Candidatura per miglior trucco e acconciatura
- 2025 - Golden Globe
  - Miglior attore protagonista a Sebastian Stan[11][12]
- 2024 – Festival internazionale del cinema di Berlino[13]
  - Orso d'argento per la miglior interpretazione da protagonista a Sebastian Stan[6]
  - In concorso per l'Orso d'oro
- 2024 – Gotham Independent Film Awards[14]
  - Miglior film
  - Candidatura per la miglior interpretazione non protagonista a Adam Pearson
- 2024 – Chicago Film Critics Association[15]
  - Candidatura per il miglior attore non protagonista a Adam Pearson
  - Candidatura per la miglior performance rivelazione a Adam Pearson
- 2024 – Los Angeles Film Critics Association[16][17]
  - Candidatura per la miglior performance non protagonista a Adam Pearson
- 2025 – Independent Spirit Awards[18]
  - Candidatura per la miglior interpretazione non protagonista a Adam Pearson
  - Candidatura per la miglior sceneggiatura a Aaron Schimberg